# Нелавиці
Нелавиці (пол. Nieławice) — село в Польщі, у гміні Візна Ломжинського повіту Підляського воєводства.
Населення — 170 осіб (2011).
У 1975-1998 роках село належало до Ломжинського воєводства.

## Демографія
Демографічна структура станом на 31 березня 2011 року:
|          | Загалом | Допрацездатний вік | Працездатний вік | Постпрацездатний вік |
| -------- | ------- | ------------------ | ---------------- | -------------------- |
| Чоловіки | 87      | 29                 | 48               | 10                   |
| Жінки    | 83      | 28                 | 36               | 19                   |
| Разом    | 170     | 57                 | 84               | 29                   |